# Светски рат
Светски рат је рат који непосредно или посредно погађа цели свет ‒ било тако да се одвија на већини светских континената, било да у њему учествује већина држава у свету, односно државе чији поданици чине већину светског становништва. Појам је настао почетком двадесетог века из немачког језика. Немачки писац Аугуст Вилхелм Ото Ниман је искористио овај појам за наслов књиге „Светски рат: немачки снови“. Књига је одштампана и издата 1904. године.
Уобичајено је да се тај израз користи само за два оружана сукоба у 20. веку ‒ Први (1914—1918) и Други светски рат (1939—1945). Део историчара, пак, сматра да су и неки ранији догађаји имали карактеристике светског рата. Као примери се спомињу монголски походи у 13. веку, Холандско-португалски рат (1602‒1654), Рат за шпанско наслеђе (1701‒1713) те Седмогодишњи рат (1756‒1763) односно француски револуционарни и наполеонски ратови, који се понекад заједно називају Велики француски рат (1792‒1815).
Део историчара, пак, сматра да би се и Хладни рат, иако није укључивао непосредну оружану компонентну, могао назвати светским ратом, а неки данашњи коментатори те карактеристике дају рату против тероризма.